# Sabine Schatz
Sabine Schatz (nascida a 9 de Setembro de 1978) é uma política austríaca do Partido Social-Democrata. É membro do Conselho Nacional desde 2017, e desempenhou funções como vereadora municipal de Ried in der Riedmark de 2003 a 2021.